# Lizio
Lizio (en bretó Lizioù) és un municipi francès, situat a la regió de Bretanya, al departament d'Ar Mor-Bihan. L'any 2006 tenia 679 habitants.

## Administració
| Període   | Identitat            | Partit |
| --------- | -------------------- | ------ |
| 1983-1989 | Raymond Guillard     |        |
| 1989-1995 | René Jouanguy        |        |
| 1995-     | Jean-Claude Gabillet |        |

## Galeria d'imatges

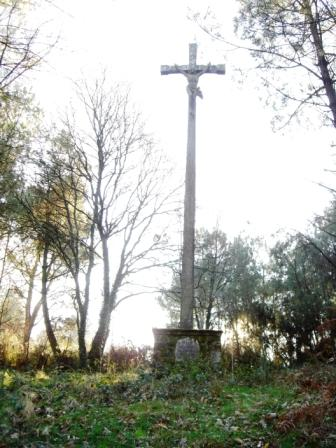
Calvari de Bego
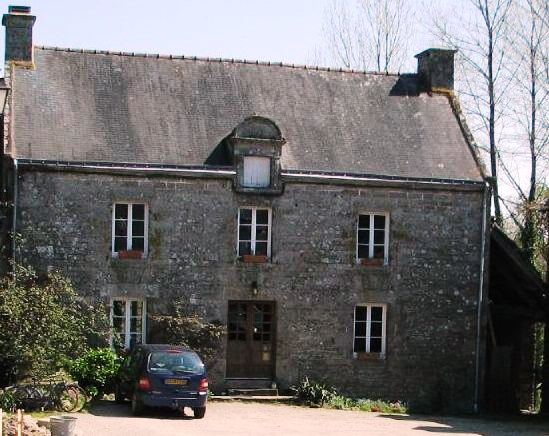
Casa de 1745
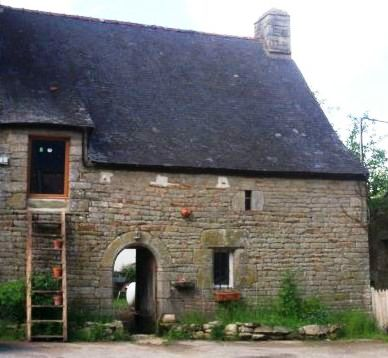
Casa de 1635

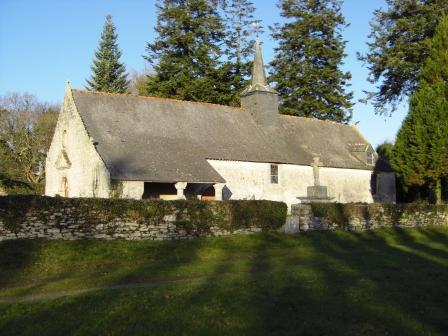
Capella de Sainte Catherine
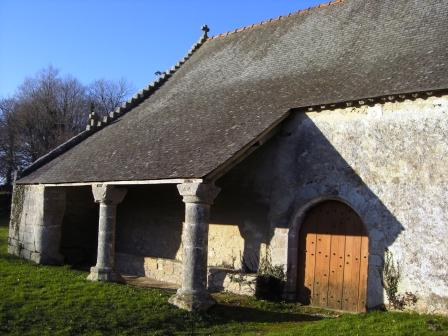
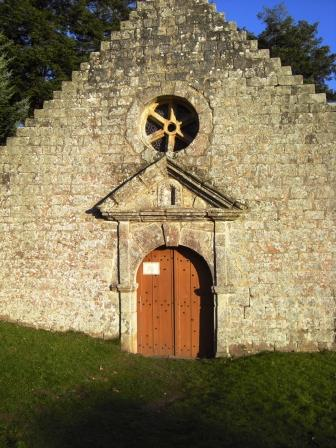

## Evolució demogràfica
| 1793 | 1800 | 1806 | 1821  | 1831 | 1836  | 1841  | 1846  | 1851  | 1856  | 1861  | 1866  | 1872  | 1876  | 1881  | 1886  |
| ---- | ---- | ---- | ----- | ---- | ----- | ----- | ----- | ----- | ----- | ----- | ----- | ----- | ----- | ----- | ----- |
| 850  | 927  | 889  | 1.026 | 981  | 1.047 | 1.021 | 1.209 | 1.090 | 1.111 | 1.091 | 1.101 | 1.081 | 1.151 | 1.083 | 1.069 |

| 1891                                                                 | 1896  | 1901  | 1906  | 1911  | 1921 | 1926 | 1931 | 1936 | 1946 | 1954 | 1962 | 1968 | 1975 | 1982 | 1990 | 1999 |
| -------------------------------------------------------------------- | ----- | ----- | ----- | ----- | ---- | ---- | ---- | ---- | ---- | ---- | ---- | ---- | ---- | ---- | ---- | ---- |
| 1.078                                                                | 1.096 | 1.134 | 1.081 | 1.043 | 985  | 960  | 941  | 927  | 880  | 873  | 786  | 801  | 766  | 722  | 747  | 737  |
| Des de 1962: població sense dobles comptes - Fonts : Cassini i INSEE |       |       |       |       |      |      |      |      |      |      |      |      |      |      |      |      |